# Самоковска котловина
Самоковската котловина е котловина в Западна България, Софийска област, част от Краищенско-Средногорската физико-географската зона.

## Географска характеристика

### Географско полжение, граници, големина
Котловината е разположена между планините Рила (на юг), Верила (на запад), Витоша (на северозапад), Плана (на север) и Шипочански рид (на който е Парк Ридо, град Самоков), част от Ихтиманска Средна гора (на изток). На север чрез Панчаревският пролом на река Искър се свързва със Софийската котловина. На северозапад чрез седловината Бука преслап (1090 м) се свързва с Радомирската котловина, на югозапад чрез Клисурската седловина (1025 м) – с Дупнишката котловина, а на югоизток чрез Боровецката седловина се свързва с Костенецко-Долнобанската котловина.
Има неправилна форма наподобяваща изпъкнала на югоизток дъга с дължина от 55 км и максимална ширина 10 км. Площта ѝ е около 185 км2, а средната ѝ надморска височина 950 м, което я прави една от най-високите котловини в България. Състои се от западна – Палакарийска (Палакарска) и източна – Искърска част. Западната част има посока северозапад-югоизток, а източната север-юг. Искърската (Източна) част се състои от Горно и Долно Самоковско поле, свързани помежду си чрез късия Калковски пролом. След 1955 г. Долното Самоковско поле е залято от водите на язовир „Искър“.

### Геоложки строеж
Котловината е образувана през неоген-кватернера в резултата на потъване по околните разседи. През плиоцена част от нея представлява сладководно езеро. През кватернера се запълва с мощни алувиални и речно-ледникови наноси с рилски произход.

### Климат, води, почви
Климатът на котловината е типично умереноконтинентален с планинско влияние. Средна годишна температура 7,3 °C, средна януарска -3,4 °C, средна юлска 17,3 °C. Средна годишна валежна сума 653 мм. Отводнява се от река Искър и притоците ѝ Палакария (ляв) и Шипочаница (десен). Преобладаващата почвена покривка е представена от алувиално-ливадни почви. Има благоприятни условия за отглеждане на по-студеноустойчиви земеделски култури – зърнени храни, лен, картофи, овощия. Развито животновъдство.

## Селища
В котловината и по нейната периферия с оградните планини са разположени град Самоков и 13 села: Алино, Белчин, Белчински бани, Доспей, Драгушиново, Злокучене, Ковачевци, Поповяне, Продановци, Райово, Рельово, Широки дол и Ярлово.

## Транспорт
През котловината в различни направления преминават участъци от 5 пътя от Републиканската пътна мрежа:
- От запад на изток, в южната ѝ част, на протежение от 12,1 км – участък от второкласен път № 62 Кюстендил – Дупница – Самоков.
- От юг на север, в източната ѝ част, от Боровецката седловина до стената на язовир „Искър“, на протежение от 32,9 км – участък от второкласен път № 82 Костенец – Самоков – София.
- От север на юг, в западната ѝ част, между селата Ковачевци и Поповяне, на протежение от 6,2 км – участък от третокласен път № 181 София – Железница – Поповяне.
- От югоизток на северозапад, по цялото протежение на областта Палакария, на протежение от 27,5 км – участък от третокласен път № 627 Самоков – Долна Диканя – Радомир. Участъкът от пътя през седловината Бука преслап не изграден и представлява полски (горски) път.
- В най-източната ѝ част, от Самоков до село Шипочане, на протежение от 3 км – участък от третокласен път № 822 Самоков – Ново село – Ихтиман.

## Топографска карта
- Лист от карта K-34-59. Мащаб: 1 : 100 000.
- Лист от карта K-34-60. Мащаб: 1 : 100 000.
- Лист от карта K-34-71. Мащаб: 1 : 100 000.
- Лист от карта K-34-72. Мащаб: 1 : 100 000.